# Nampa (Verhaltensweise)
Nampa, nach Hepburn Nanpa (japanisch ナンパ nanpa, gelegentlich 軟派), ist eine japanische Bezeichnung für das „Aufreißen“ auf öffentlichen Plätzen und Anlagen, meist unter Teenagern und Twens.
Das Wort Nampa stammt von dem gleich ausgesprochenen Wort 軟派 nanpa (weiche Fraktion, weiche Gruppierung, weiche Clique). Dieses bezieht sich auf Leute, die sich mehr für Spaß und Genuss interessieren als für „harte“ Themen wie Politik oder akademische Diskussion.
Nampa findet meist auf belebten Straßen in den Innenstädten statt, so um den Bahnhof Shibuya in Tokio. Beim Nampa steht der Mann am Rand der Straße und fokussiert die vorbeigehenden Frauen. Vor allem jüngere und weniger zielstrebig gehende spricht er an und lädt sie entweder zu Karaoke oder zu einem Kaffee ein. Im Erfolgsfall endet Nampa im Love Hotel, einer Karaokebox, einer Bar oder auf einem Autorücksitz.
Viele der meist quasiformell gekleideten Männer („Sukauto“, スカウト von englisch scout) in belebten Innenstadtbereichen und auf dem Weg zu Frauenunis arbeiten professionell für Pornoagenturen und Rotlichtviertel. Die Grenzen sind nicht klar; es gibt sogar stellvertretende Nampadienste gegen Entgelt. Allerdings besteht der größte Teil der Sukauto aus „normalen“ alleinstehenden Männern oder Frauen auf der Suche nach einem Flirt.
Das Flirtverhalten während eines Nampa ist streng reglementiert. So gibt es einen inoffiziellen Regelkatalog, der innerhalb eines Nampa eingehalten werden muss. Nampa ist außerdem in Japan eine von offizieller Seite aus mehr oder weniger still geduldete (angesichts eines – bis auf in Ausnahmefällen, z. B. wegen sexueller Belästigung – fehlenden Gesetzesverstoßes), aber allgemein anerkannte Art der Flirts.
Viele Männer oder Frauen gehen absichtlich in derart berüchtigte Straßen, um ihre Chancen auf einen Flirt zu erhöhen. Daher ist die Wahrscheinlichkeit, abgewiesen zu werden, vergleichsweise gering.
Klassische Nampagegenden sind die Sentagai-Fußgängerzone in Shibuya in Tokio, der Bahnhof Shibuya, das Kneipenviertel Kiyamachi in Kyōto oder die Shinsaibashi-Straße in Osaka.
Wenn Frauen das Anmachen initiieren, spricht man von Gyaku-Nampa (逆ナンパ; gyaku = „umgekehrt“, „entgegengesetzt“).

## Anmerkung
1. ↑  Sentāgai auch Center-gai (japanisch センター街 sentā gai, dt. etwa „(Stadt-)Zentrum-Straße“), gemeint ist ursprünglich eine belebte Einkaufsstraße im Viertel Shibuya von Tokio.